# Museo di Marrakech
Il Museo di Marrakech è un museo d'arte situato nel centro storico di Marrakech, in Marocco.

## Storia
Il museo è ospitato nel Palazzo Dar Mnebhi, costruito alla fine del XIX secolo da Mehdi Mnebhi,  accuratamente rinnovato dalla Fondazione Omar Benjelloun e trasformato in museo nel 1997. 

## Architettura

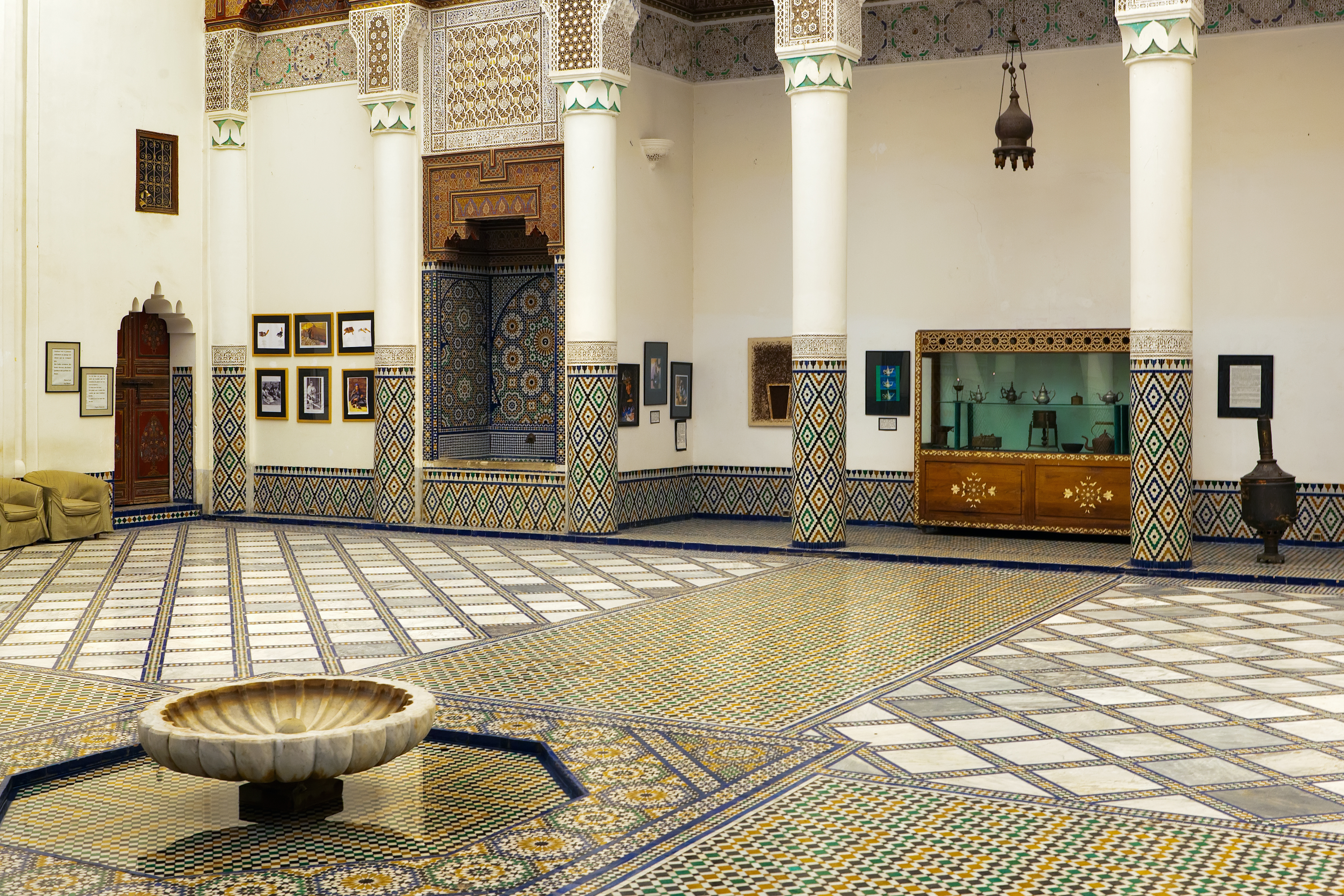
Il cortile del palazzo

La casa stessa rappresenta un esempio di architettura moresca classica, con fontane nel cortile centrale, aree salotto tradizionali, un hammam e intricate piastrelle e sculture. Il grande atrio del museo era in origine un cortile ed è ora coperto con vetro e tessuto. Contiene un enorme soffitto simile a un simil lampadario centrale costituito da lastre di metallo decorate con ritagli geometrici ed epigrafici. Sono state mantenute diverse caratteristiche del cortile originale, inclusi i bacini e i mosaici a pavimento.

## Collezione del museo
Il museo espone sia arte moderna che tradizionale marocchina insieme a raffinati esempi di libri storici, monete e ceramiche di culture berbere, ebraiche e islamiche marocchine.